# Aelin Peterson
Aelin Peterson (* 7. Juni 1974 in Unalakleet) ist eine ehemalige US-amerikanische Skilangläuferin.

## Werdegang
Peterson startete international erstmals bei den Junioren-Skiweltmeisterschaften 1993 in Harrachov und errang dabei den 71. Platz über 15 km Freistil und den 52. Platz über 5 km klassisch. Im folgenden Jahr lief sie bei den Junioren-Skiweltmeisterschaften in Breitenwang auf den 70. Platz über 5 km klassisch. Im Dezember 1994 absolvierte sie in Thunder Bay ihr erstes Rennen im Continental-Cup, das sie auf dem 13. Platz über 10 km klassisch beendete. Bei der Winter-Universiade 1995 in Candanchú kam auf den 47. Platz über 15 km Freistil und auf den 36. Rang über 10 km klassisch. Ihr erstes von insgesamt drei Weltcupeinzelrennen lief sie im Januar 2001 in Soldier Hollow, das sie auf dem 36. Platz im Sprint beendete. Ihre besten Platzierungen bei den Olympischen Winterspielen 2002 in Salt Lake City waren der 46. Platz im Sprint und der 13. Rang mit der Staffel. In der Saison 2002/03 holte sie drei Siege im Continental-Cup und errang zudem dreimal den zweiten und zweimal den dritten Platz. Im Februar 2003 erreichte sie in Reit im Winkl mit dem 33. Platz im Sprint ihre beste Platzierung im Weltcupeinzel. Beim Saisonhöhepunkt, den Nordischen Skiweltmeisterschaften 2003 im Val di Fiemme, belegte sie den 63. Platz im Skiathlon, den 52. Rang über 10 km klassisch und den 46. Platz im Sprint. In der folgenden Saison holte sie Anchorage über 5 km klassisch ihren vierten und letzten Sieg im Continental-Cup und errang dort zudem den zweiten Platz im Massenstartrennen über 5 km Freistil und in West Yellowstone den dritten Platz über 10 km klassisch.

## Siege bei Continental-Cup-Rennen
| Nr. | Datum             | Ort              | Disziplin                   | Serie           |
| --- | ----------------- | ---------------- | --------------------------- | --------------- |
| 1.  | 20. Januar 2003   | Mont Sainte-Anne | 15 km Freistil              | Continental-Cup |
| 2.  | 25. Januar 2003   | Mont-Orford      | 5 km Freistil               | Continental-Cup |
| 3.  | 26. Januar 2003   | Mont-Orford      | 10 km klassisch Massenstart | Continental-Cup |
| 4.  | 29. November 2003 | Anchorage        | 5 km klassisch              | Continental-Cup |

## Teilnahmen an Weltmeisterschaften und Olympischen Spielen

### Olympische Spiele
- 2002 Salt Lake City: 13. Platz Staffel, 46. Platz Sprint Freistil, 51. Platz 10 km Skiathlon, 53. Platz 10 km klassisch

### Nordische Skiweltmeisterschaften
- 2003 Val di Fiemme: 46. Platz Sprint Freistil, 52. Platz 10 km klassisch, 63. Platz 10 km Skiathlon